# L'apparizione (Moreau)
L'apparizione, anche noto come Salomè e la testa di san Giovanni Battista, è un acquerello del pittore francese Gustave Moreau, realizzato nel 1875 e conservato al Museo d'Orsay di Parigi.

## Storia

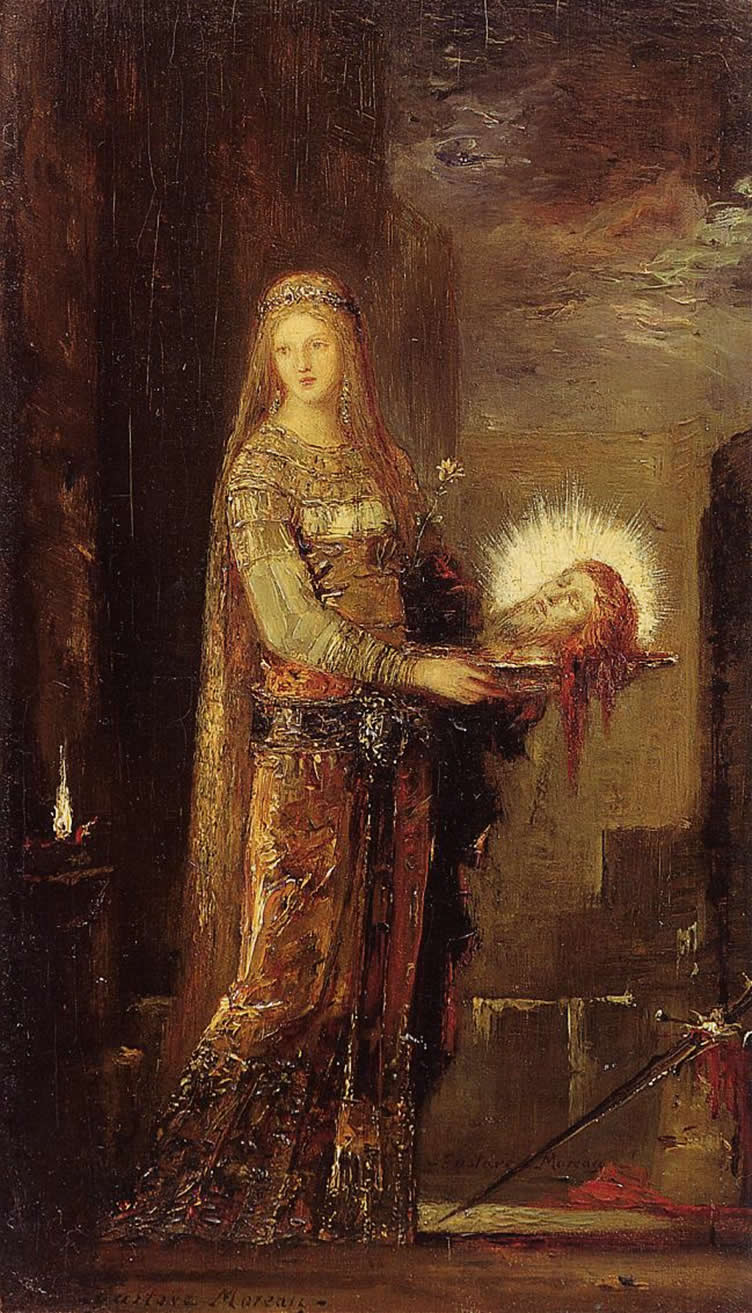
Moreau si rivolse numerose volte a questo tema evangelico, a tal punto da divenire noto come «pittore delle Salomè». Nell'immagine, Gustave Moreau, Salomè che porta la testa di San Giovanni Battista su un piatto (1876), collezione privata

### Spunto narrativo: la storia di Salomè
Lo spunto narrativo dell'opera viene fornito dalla storia biblica di Salomè, principessa giudaica delle cui vicende si narra nei Vangeli di Marco e Matteo. Riportiamo qui la vicenda così com'è narrata da Matteo:
(Vangelo di Matteo)
Salomè, dunque, è una principessa giudaica, figlia di Erodiade e di Erode Filippo. Erodiade, tuttavia, si sposò in seconde nozze con Erode Antipa, intrecciandovi così un'unione adulterina e incestuosa, la quale suscitò grande disgusto negli ambienti giudaici e soprattutto la collera di Giovanni Battista, che non mancò mai di rimproverare le deplorevoli nozze. Quando, in occasione di un banchetto, Salomè incantò il patrigno con una magnifica danza impreziosita da un tripudio di veli, quest'ultimo gli concesse qualsiasi premio desiderasse per la sua bravura. Istigata da Erodiade, la quale era decisamente restia a dimenticare le feroci condanne di Giovanni Battista, Salomè per compenso ne richiese la testa su un piatto.
Salomè è stata, tra le figure bibliche, una di quelle che più eccitarono la immaginazione degli artisti e dei poeti. Già oggetto di rappresentazione nelle opere di Masolino da Panicale, Filippo Lippi, Lucas Cranach il Vecchio, Tiziano, Caravaggio, Guido Reni, Henri Regnault e Georges Rochegrosse, Salomè continuò a suscitare interesse anche nell'Ottocento, secolo nel quale notoriamente i pittori cessarono di riferirsi a temi biblici, storici o mitologici, iniziando a subire il vibrante fascino della modernità. 

### Il dipinto e le citazioni di Huysmans e Proust
Uno degli artisti che più di tutti contribuì a tenere vivo il culto di Salomè fu proprio Gustave Moreau, che complessivamente trattò il tema in 19 tele, 6 acquerelli e oltre 150 disegni. Egli nel 1875 licenziò la presente opera, rifacendosi a un ampio concorso di fonti iconografiche (il Perseo di Cellini per la testa decollata del Battista, l'Alhambra di Granada per il palazzo).
L'opera, esposta al Salon di Parigi del 1876, fu immediatamente comprata dal mercante d'arte belga Léon Gauchez. Il Gauchez, profondamente soddisfatto dell'acquisto, l'anno successivo prestò il dipinto alla Grosvenor Gallery, di Londra, dove fu esposta per una seconda volta in occasione di un'altra mostra. Questa cessione attesta la notorietà di cui godeva Moreau in quegli anni, sia negli ambiti più strettamente artistici che in quelli letterari. Il romanziere simbolista Joris-Karl Huysmans, in virtù delle qualità simboliche ed estetizzanti del quadro, ne fornì un commento tanto evocativo quanto analitico nel proprio capolavoro Controcorrente:
(Joris-Karl Huysmans)
Un'altra citazione celebre del dipinto la ritroviamo nell'opera Alla ricerca del tempo perduto di Marcel Proust, dove il protagonista Swann paragona un altro personaggio del libro, Odette, alla celebre Apparizione dipinta da Moreau:

## Descrizione
(Gustave Moreau)

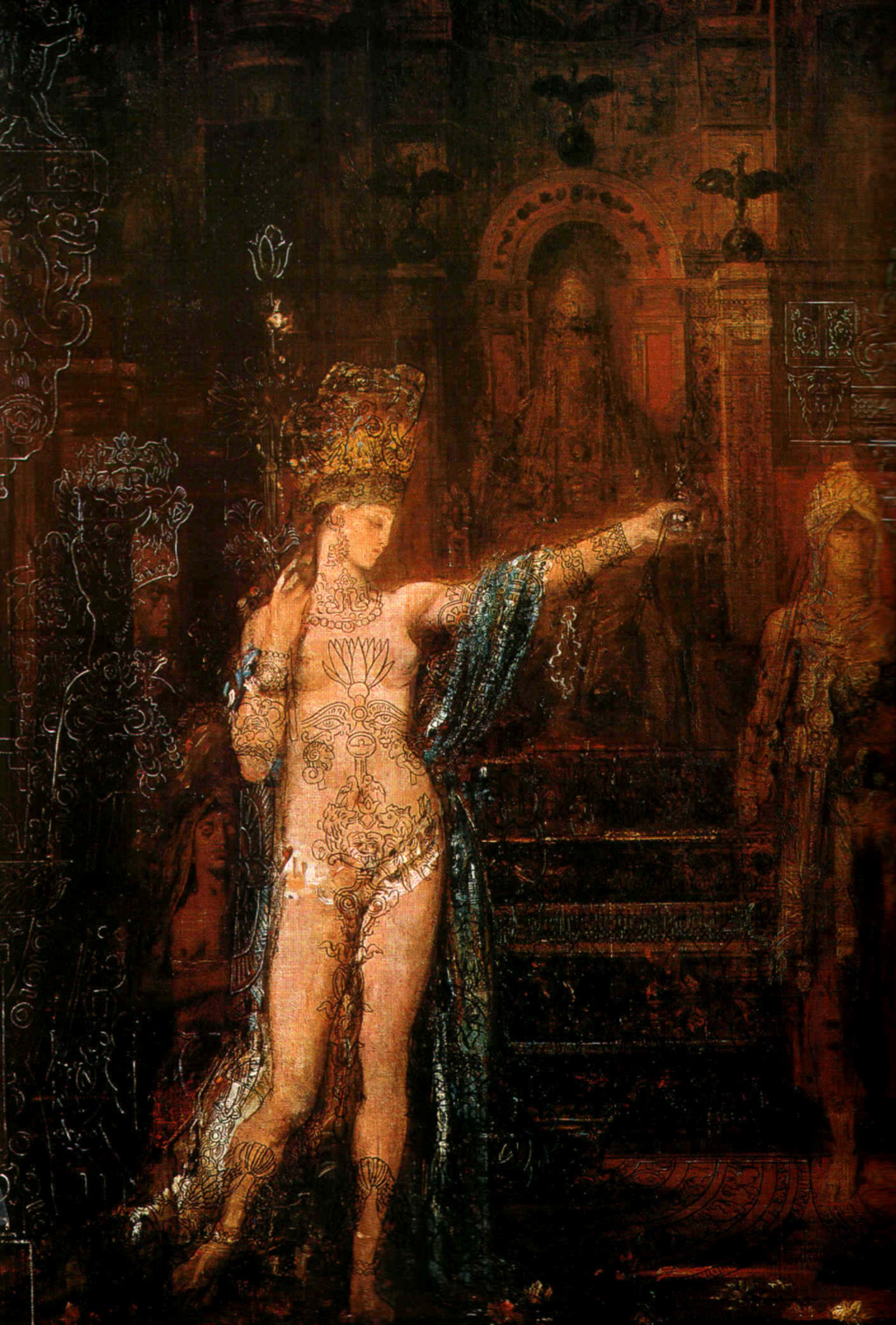
Particolare di Salomè, da una versione del dipinto ad olio su tela.

La decollazione di Giovanni Battista è stata appena perpetrata. Dal collo mozzato dell'asceta, infatti, continuano a sgorgare flotti di sangue color rubino, in parte coagulatisi sulla sua barba e sulle estremità dei suoi capelli. Oltre a ciò, per occulta magia, il piatto d'argento contenente il suo volto si è appena librato in aria, emanando bagliori intensissimi e soprannaturali che squarciano il buio del palazzo circostante. Moreau descrive con precisione quasi etnografica gli interni della magnifica residenza di Erode, sostenuta da imponenti colonne dai capitelli solenni ed esuberanti e impreziosita da un apparato ornamentale assai ricco, ricolmo di suggestioni orientaleggianti e arcaiche: vi troviamo, infatti, un tempietto orientale (appena visibile nell'intercolumnio), fiori, mostri pagani, statuette di animali egizi, in un vertiginoso connubio di stili e culture.
Salomè è raffigurata in basso a sinistra. È quasi accecata dai raggi fiammanti emanati dalla testa di Giovanni Battista e, mossa da un profondo disagio, gli punta imperiosamente la mano sinistra: questo «gesto coreografico», spiegano Angelo Jacomuzzi e Bice Mortara Garavelli, «[intende] esorcizzare l'apparizione, oggetto del suo odio e al tempo stesso della sua attrazione». La mano destra, invece, è chiusa in un pugno serrato nell'atto di mantenere un fiore di loto, mitologica fonte di oblio. Il corpo della ragazza è sinuoso ed acerbo ed è coperto solo da veli diafani e evanescenti e da gioielli preziosi, anche loro ardenti per via dell'incandescenza dei raggi sprigionati dalla testa fluttuante del Battista. Salomè, sbigottita, rivolge il suo sguardo a terra, consapevole del fatto che quest'allucinante apparizione è visibile solo a lei: Moreau, per sottolineare la loro marginalità per quanto concerne la narrazione della scena, non esita infatti a relegare sul piano inferiore la figura della madre Erodiade, sazia della vendetta finalmente ottenuta, quella di Erode Antipa (seduto sul trono) e quella della guardia regia, colta in piedi mentre fissa silenziosamente davanti a sé.
Sotto il profilo tecnico L'apparizione viene movimentata da suggestivi contrasti. «La frenesia della danza, ancora calda» commenta in tal proposito Antonio Maiorino «si è appena fatta sospensione statuaria nel raccapriccio; all'impassibilità totemica del carnefice si oppongono i contrappunti turbinosi tra i veli ricadenti di Salomè e l’atroce ascesa del Precursore; il buio di cupola e portici è rotto dagli intarsi di madreperla, non meno che dal mosaico dei fasci di luce attorno alla testa sanguinante». Assai diversificato è anche il trattamento luministico della composizione, inondata di sfolgorii radiosi nello spazio tra Salomè e Giovanni Battista (che è possibile porre ai vertici di un immaginario triangolo), da subitanee accensioni nell'ombra poco attorno, e densa di colori scuri e alchemici sullo sfondo. Un percorso analogo viene seguito dalle pennellate, le quali risultano essere accuratamente descrittive nella scena dell'apparizione, e più rapide e sfumate altrove.
Ma quello che è veramente innovativo in questo dipinto è il suo apparato simbolico: Moreau, infatti, non desidera indagare scientificamente il tema evangelico di Salomè, bensì ne fornisce la sua reinterpretazione soggettiva e, al contempo, potenzia le varie corrispondenze esistenti tra il dipinto e la sua realtà interiore, facendo ricorso a simboli suggestivi e a un linguaggio non più logico, ma analogico. L'impaginazione dell'opera, invece, è strutturata sulla linea obliqua che congiunge la principessa giudaica con il volto del Battista. Significativo è anche lo scavo psicologico di Salomè, proposta come una principessa sì bella, ma crudele, perversa e seduttrice: Moreau, in questa figura, delinea già quell'intreccio letale tra eros e thanatos che sarà poi distintivo di tutte le femmes fatales del secolo successivo.

## Nella cultura di massa
L'acquerello di Moreau è citato nella storia a fumetti del 1993 Il tocco dell'incubo del mangaka giapponese Ryoichi Ikegami, pubblicata in Italia nella raccolta Yuko.